# محمد بن ابی‌بکر
محمد بن ابوبکرالتیمی فرزند خلیفه اول ابوبکر بن ابی قحافه است.وی از یاران و شیعیان خاص علی ابن ابی طالب به شمار می‌رفت و از طرف وی به امارت مصر منصوب شد. وی در هر دو جنگ جمل و صفین از سرداران سپاه علی بود.

## تولد و نسب
«محمدبن ابوبکر» در ۲۵ ذیقعده سال ۱۰ هجری، زمانی که پیامبر اسلام، قصد انجام آخرین حج زندگی خویش را داشتند، در محلی به‌نام ذوالحلیفه متولد شد و «عایشه»، خواهر وی کنیه او را «ابالقاسم» گذاشت(احتمالا به خاطر شباهت وی با پیامبر). «اسماء بنت عمیس»، مادر محمدبن ابی‌بکر، از زنان پاک روزگار خود بود. این بانو، نخست، همسر «جعفر بن ابی‌طالب» بود. پس از کشته‌شدن جعفر در جنگ موته، به عقد «ابوبکر بن ابی قحافه (خلیفه اول)» درآمد. حاصل این ازدواج، محمدبن ابی‌بکر بود.
مادرش اسما بنت عمیس از قبیله خثعم وی را زیر درختی که محمد پیامبر اسلام در هنگام احرام حجة الوداع به آنجا رفته بود، به دنیا آورد و این موضوع را بعدها به محمد گفت. محمد از قبیله قریشی تیم بن مره بود. محمد از طرف مادرش اسما که قبلاً با جعفر و بعد از مرگ ابوبکر (زمانی که محمد احتمالاً ۳ یا ۴ ساله بود) با علی بن ابیطالب ازدواج کرد، به خاندان ابوطالب متصل می‌شد و محمد در دامان علی بزرگ شد. محبت علی به محمد ابوبکر باعث شده بود محمد تعصب عجیبی روی علی داشته باشد.. محمد پسری به نام فقیه القاسم بن محمد داشت و به این خاطر هم کنیه و هم اسم محمد پیامبر اسلام گردید. وی همچنین جد جعفر صادق از طرف مادرش به حساب می آید.

## دوران خلافت عثمان
محمد از اولین مخالفان عثمان بود و به اتفاق محمد بن ابی حذیفه از دستور عبدالله بن ابی سرح مبنی بر حضور در لشکرکشی، سر باز زده و لیستی از «جرایم» عثمان را تهیه کرد. وقتی که شورشیان مصر در سال ۳۵ هجری/۶۵۶ میلادی به مدینه آمدند، محمد از آنان حمایت کرد .(برخی روایات حاکی از آنانند که وی همراه آنان به مدینه آمد و برخی نیز می‌گویند وی از قبل در مدینه بود). دانشنامه اسلام بر این باور است که او آنقدر در جریان مخالفت با عثمان نقشی اساسی داشت که گاهی به عنوان باعث و بانی اصلی کشته شدن عثمان تلقی می‌گردد. البته گرچه وی با عثمان در این اثنا برخورد فیزیکی داشته، اما هرگز ضربتی به وی وارد ننموده‌است.
دانشنامه اسلام می‌نویسد :دقیقاً مشخص نیست که دلیل این همه مخالفت محمد با عثمان چه بوده، اما می‌توان این مخالفت را به دلیل گرایش‌های محمد به علی دانست. برخی روایات می‌گویند که هنگامی که شورشیان خانه عثمان را محاصره کرده بودند، وی در کنار علی بود. روایتی بیان می‌کند که خاله محمد وی را از مخالفت با عثمان بر حذر می‌دارد؛ اما وی می‌گوید که نمی‌تواند آنچه که عثمان بر سر وی آورده را فراموش کند. شخصی به اسم کنانه گفت: من در یوم‌الدار، در زمان کشته شدن عثمان حضور داشتم و شهادت می‌دهم که محمدبن ابی‌بکر، عثمان را نکشت، بلکه وارد خانه عثمان شد و عثمان به او گفت: لَسْتُ بصاحبی؛ (تو دوست من نیستی) و با محمد صحبت کرد، بعد از آن محمد از پیش عثمان بیرون آمد، بدون این که به عثمان آسیب برساند، محمد به طلحه گفت: پس چه کسی او را کشت؟ گفت: مردی از اهل مصر که به او «حیلة بن الأیهم» گفته می‌شود.»
همچنین در کتاب «البدایة و النهایه» آورده که محمدبن ابی‌بکر، عثمان را نکشته، بلکه از کسانی بوده که فقط وارد خانه عثمان شد، بلکه عثمان را مورد عتاب قرار داده که چرا دین خدا را منحرف کردی و سنت رسول خدا را نابود کردی، ولی پس از مشاجراتی که بین آن دو صورت گرفت، بیرون رفت و عده‌ای از اهل مصر عثمان را کشتند.
وقتی علی محاصره خانه عثمان را دید، به حسن و حسین گفت: که خانه عثمان را مورد محافظت قرار دهند، هم‌چنین طلحه و زبیر با دیدن این جریان، فرزندان خود را به این کار گماردند. در این اثنا مردم که به ستوه آمده بودند، حمله کردند و به سوی خانه عثمان یورش بردند و قصد از بین بردن او را داشتند، در این حین، سر حسن شکسته شد، به طوری که خون بر سر و صورت وی جاری شد و وضع بدی پیدا کرد، عده‌ای از مصریان به همراه محمدبن ابی‌بکر، از پشت خانه عثمان وارد شدند و کسی متوجه آنها نشد؛ و البته این‌جای سؤال است که چطور مردان و غلامان عثمان، متوجه ورود آنها نشدند؟
به هر صورت، عثمان به چنگ مصریان افتاد، محمد بن ابی‌بکر، عثمان را گرفت و به زمین زد و از او پرسید، چرا معاویه به کمک تو نیامد؟ چرا اطرافیانت، تو را یاری نکردند؟ چرا دین خدا را منحرف کردی؟ عثمان به محمد گفت: اگر پدر تو، مرا در این حالت می‌دید، بر من می‌گریست. محمد با این سخن، عثمان را رها کرد و از خانه عثمان، بیرون آمد، ولی عده‌ای از مصریان بیرون نیامدند و عثمان را کشتند، که قاتل عثمان، مردی از مصریان، به نام «سودان بن حمران مرادی» بود.

## دوران خلافت علی
بعد از قتل عثمان، محمد از حامیان علی شد و برای جلب حمایت مردم کوفه به آن جا رفت. وی در جنگ جمل شرکت کرد و بعد از دستگیری عایشه، از کسانی بود که وی را به بصره بردند.
دوران پایانی زندگی محمد، دوران تصدی گری امارت مصر از طرف علی است. این مسئله بعد از جنگ جمل و قبل از تصرف مصر توسط معاویه و عمرو عاص در سال ۳۸ هجری/۶۵۸ میلادی است. اما ترتیب وقایع تاریخی و اتفاقات این برهه تاریخی در منابع به صورت ضد و نقیض بیان شده‌است. ولهاوزن شرق‌شناس آلمانی در کتاب امپراتوری عرب و سقوط آن از منابعی که در این زمینه داشته استفاده کرده و فِرِد بول، مطالب ولهازون را به‌طور خلاصه در مقاله محمد بن ابی بکر در دانشنامه اسلام به کار برده‌است. در میان مطالب اشاره نشده در این زمینه توسط این دو، می‌توان به روایات کتاب «ولاة مصر» اثر کندی اشاره نمود. ولهازون معتقد است که در این برهه خاص، نمی‌توان روایتی را نسبت به روایات دیگر صحیح تر دانست و این مهم باعث عدم اعتبار کلی روایات این برهه از تاریخ می‌شود که دانشنامه اسلام این نظر را منطقی می‌داند.
محمد بن ابی بکر وارد مصر شد و با گروهی به سرکردگی معاویه بن حدیج سکونی که تا به حال در مسئله عثمان بی‌طرف مانده بوند و در حال حاضر از حامیان عثمان بود، وارد جنگ شد. معاویه بن حدیج تا به حال همکاری با معاویه بن ابوسفیان و عمرو عاص را رد کرده بود؛ اما سرانجام به آن دو پیوست و سپاهیان عمروعاص به کمک معاویه بن حدیج، محمد را در مکانی به نام مسنات شکست دادند.

## قتل
در ادامه همین جنگ، محمد در حالی که در حال فرار بود، توسط معاویه بن حدیج کشته شد و جنازه اش را در شکم الاغ مُرده‌ای کرده و آتش زدند. عایشه با شنیدن این خبر، تا آخر عمر از خوردن گوشت کباب شده، امتناع می‌کرد.وقتی خبر شهادت او به علی ابن ابی طالب رسید، گریان شد و فرمود:«کان لله عبداً صالحاً و لنا ولداً صالحاً» (محمد بنده‌ای صالح برای خدا و فرزندی صالح برای ما بود.)

## فرزندان
از میان فرزندان شناخته شده محمد بن ابوبکر می‌توان قاسم بن محمد بن ابوبکر ملقب به الفقیه را نام برد که از یاران زین العابدین (علی بن الحسین، امام چهارم شیعیان) بود. قاسم با دختر عموی خود اسماء دختر عبدالرحمان بن ابوبکر ازدواج کرد.